# Bistum Solsona
Das Bistum Solsona (lateinisch Dioecesis Celsonensis, katalanisch Bisbat de Solsona, spanisch Diócesis de Solsona) ist eine in Spanien gelegene römisch-katholische Diözese mit Sitz in Solsona.

## Geschichte
Das Bistum Solsona wurde am 19. Juli 1593 durch Papst Clemens VIII. mit der Apostolischen Konstitution Super universas aus Gebietsabtretungen der Bistümer Urgell und Vic errichtet und dem Erzbistum Tarragona als Suffraganbistum unterstellt.

## Weblinks

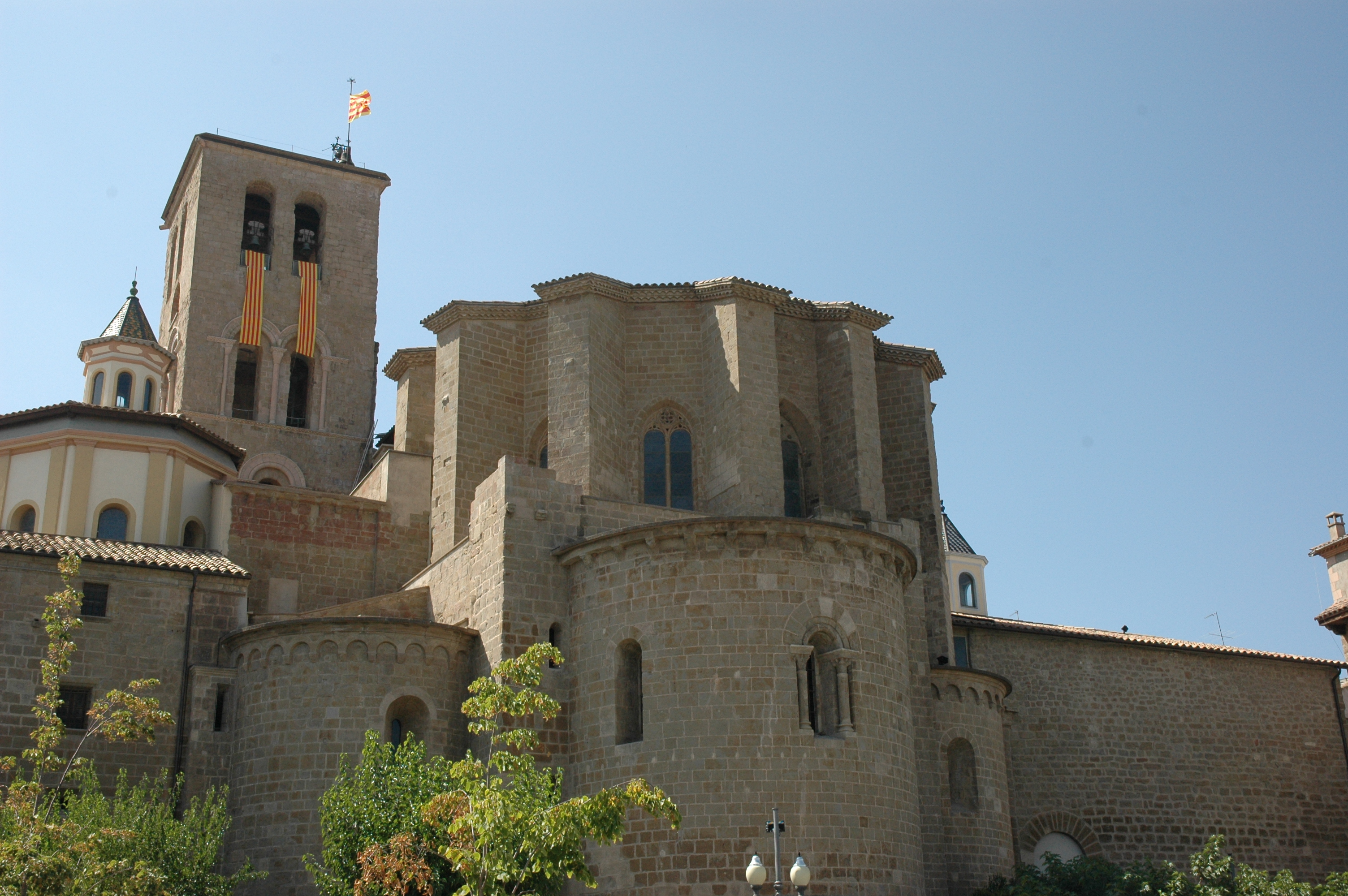
Kathedrale Santa María in Solsona